# Günter Görlich

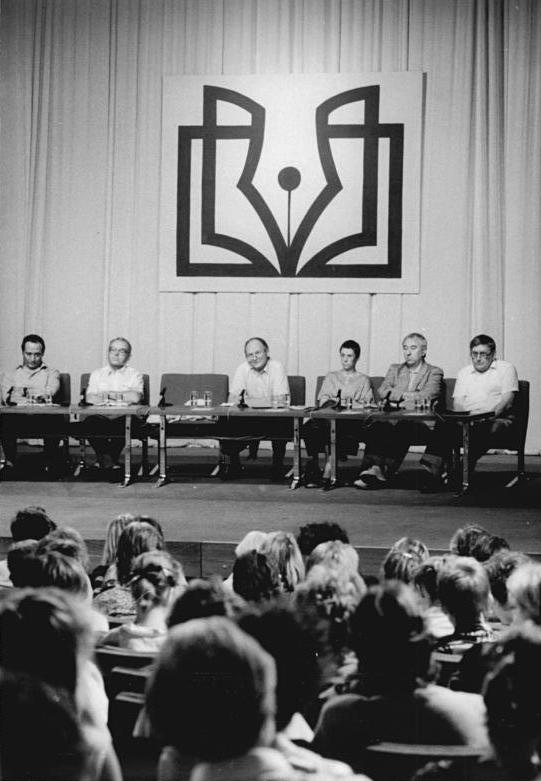
Günter Görlich (2. v. l.) bei einer Lesung des Schriftstellerverbandes der DDR anlässlich des 40. Jahrestages der DDR im Maxim-Gorki-Theater in Berlin, 21. September 1989

Günter Görlich (* 6. Januar 1928 in Breslau; † 14. Juli 2010 in Berlin) war ein deutscher Schriftsteller. Von 1981 bis 1989 war er Mitglied des Zentralkomitees der SED.

## Leben
Günter Görlich war der Sohn eines Reichsbahnangestellten. Er wuchs bei den Großeltern auf, besuchte die Mittelschule und nahm ab 1944 als Flakhelfer am Zweiten Weltkrieg teil. Im Mai 1945 geriet er in sowjetische Kriegsgefangenschaft, und er wurde zu Arbeitseinsätzen im nördlichen Ural eingesetzt. Im Oktober 1949 wurde Görlich nach Ost-Berlin entlassen; dort war er als Bauarbeiter und ab 1950 als Volkspolizist tätig. 1951 absolvierte er ein Pädagogikstudium und arbeitete anschließend als Erzieher im Jugendwerkhof Ludwigsfelde in Struveshof und von 1953 bis 1958 in einem Lehrlingswohnheim/Lehrkombinat in Ludwigsfelde sowie 1957/58 auch als Betriebsfotograf.
Nachdem er bereits seit Anfang der 1950er-Jahre kleinere erzählerische Arbeiten veröffentlicht hatte, war sein erstes Jugendbuch Der schwarze Peter ein Erfolg, für den er 1958 den Jugendbuchpreis des Ministeriums für Kultur erhielt. Er wurde freier Schriftsteller und studierte von 1958 bis 1961 am Literaturinstitut „Johannes R. Becher“ in Leipzig. Günter Görlich war seit 1956 Mitglied des Schriftstellerverbandes der DDR. Von 1961 bis 1964 war er Sekretär des Schriftstellerverbandes der DDR. Ab 1964 lebte er in Ost-Berlin, wo er auch von 1969 bis 1989 den Bezirksverband Berlin des Schriftstellerverbandes der DDR leitete und in dieser Funktion ab 1973 auch dem Präsidium dieses Verbandes angehörte.
Görlich gehörte seit 1955 der SED an; er war von 1964 bis 1967 Mitglied des Zentralrates der FDJ und der Jugendkommission beim Zentralkomitee der SED und von 1974 bis 1989 Mitglied der Bezirksleitung Berlin der SED. 1976 wurde er Kandidat des Zentralkomitees der SED, von 1981 bis 1989 war er Vollmitglied dieses Gremiums. Seit 1961 wurde er vom Ministerium für Staatssicherheit der DDR als Inoffizieller Mitarbeiter geführt, der vor allem auf Mitglieder des Schriftstellerverbandes angesetzt war; 1976 stellte das MfS diese konspirative Zusammenarbeit aufgrund von Görlichs Wahl ins ZK der SED ein.
Günter Görlich war ein zu DDR-Zeiten erfolgreicher Verfasser von Büchern mit einer Tendenz zu Unterhaltungsliteratur. Sein Werk besteht aus Romanen, Jugendbüchern sowie Drehbüchern zu Fernsehspielen. 1963 hatte er einen Romanerfolg mit Das Liebste und das Sterben. Sein Roman Eine Anzeige in der Zeitung wurde 1976 wegen der thematischen Behandlung eines Lehrersuizides durch die zuständigen Behörden erst erheblich verzögert zur Veröffentlichung freigegeben. Seit der Wende veröffentlichte er vorwiegend Kinder- und Jugendbücher.
Günter Görlich war seit 1983 Mitglied der Akademie der Künste der Deutschen Demokratischen Republik. Er erhielt u. a. 1966 und 1973 den Kunstpreis des FDGB, 1971 einen Nationalpreis 2. Klasse, 1974 den Ehrentitel „Held der Arbeit“, 1978 einen Nationalpreis 1. Klasse, 1979 die Johannes-R.-Becher-Medaille in Gold, 1985 den Vaterländischen Verdienstorden (VVO) in Gold, 1988 die Ehrenspange zum VVO in Gold sowie 1983 den Goethepreis der Stadt Berlin.

## Werke
- Opfer, Fernsehspiel des Deutschen Fernsehfunks, Regie: Wolfgang Luderer, das kurz vor seiner geplanten Ursendung am 7. Mai 1958 verboten wurde
- Der schwarze Peter, Berlin 1958
- Die Ehrgeizigen, Berlin 1959
- Das Liebste und das Sterben, Berlin 1963
- Unbequeme Liebe, Berlin 1965
- Der Fremde aus der Albertstraße, Berlin 1966
- Autopanne, Berlin 1967
- Eine Sommergeschichte, Berlin 1969
- Der verschwundene Schiffskompaß, Berlin 1969
- Den Wolken ein Stück näher, Berlin 1971 (auch Szenarium zur gleichnamigen Verfilmung)
- Vater ist mein bester Freund, Berlin 1972 (zusammen mit Konrad Golz)
- Heimkehr in ein fremdes Land, Berlin 1974
- Der blaue Helm, Berlin 1976
- Eine Anzeige in der Zeitung, Berlin 1978
- Das Mädchen und der Junge, Berlin 1981 (auch Szenarium zur gleichnamigen Verfilmung)
- Die Chance des Mannes, Berlin 1982
- Der unbekannte Großvater, Berlin 1984
- Drei Wohnungen, Berlin 1988
- Omas neuer Opa, Würzburg 1991
- Die verfluchte Judenstraße, Berlin 1992
- Tom und Franziska, Berlin 1993
- Der verrückte Onkel Willi, Schwedt/Oder 1994
- Ein Anruf mit Folgen, Berlin 1995
- Die Nacht davor, Berlin 1995
- Keine Ferien für Jonas, Leipzig 1996 (zusammen mit Günter Wongel)
- Keine Anzeige in der Zeitung. Erinnerungen, Berlin 1999
- Timmy und Peggy und die Fahrradbande, Kückenshagen 1999
- Das fremde Mädchen, Kückenshagen 2003